# Francisco Falcão
Francisco Cândido de Melo Falcão Neto GOMM (Recife, 30 de maio de 1952) é um jurista e magistrado brasileiro, atual ministro do Superior Tribunal de Justiça (STJ), corte que presidiu de 2014 a 2016.
É filho do ex-ministro do Supremo Tribunal Federal Djaci Falcão (1919-2012), e primo distante do ex-vice-presidente da República Marco Maciel e do ex-procurador-geral da República Geraldo Brindeiro.

## Carreira
Francisco Falcão graduou-se em direito pela Universidade Federal de Pernambuco (UFPE) em 1976, passando a atuar como advogado em Pernambuco, no Pará, no Rio de Janeiro e em Brasília.
Foi oficial de gabinete da Prefeitura do Recife (1971 a 1974), assessor de Educação e Cultura da Prefeitura do Recife (1974 a 1975), assessor do Secretário de Trabalho e Ação Social do Governo do Estado de Pernambuco (1975 a 1977), procurador judicial do Estado de Pernambuco, assessor do governador do Estado de Pernambuco (1979 a 1986) durante os governos de Marco Maciel e Roberto Magalhães, e assessor do presidente do Tribunal Regional Eleitoral de Pernambuco (1988 a 1989).
Em 1989, tornou-se juiz do Tribunal Regional Federal da 5.ª Região através do quinto constitucional (vaga destinada a membro da advocacia), presidindo a corte regional no biênio 1997-1999. Foi, também, juiz do Tribunal Regional Eleitoral de Pernambuco de 1989 a 1991.
Em 1999, foi nomeado ministro do Superior Tribunal de Justiça. Admitido à Ordem do Mérito Militar em 1990 pelo presidente Fernando Collor no grau de Cavaleiro especial, Falcão foi promovido em 2001 por Fernando Henrique Cardoso ao grau de Comendador e, em 2002, a Grande-Oficial. Foi corregedor nacional do Conselho Nacional de Justiça no biênio 2012-2014.
Foi eleito Presidente do STJ a partir de 1º de setembro de 2014. Em sua gestão, prometeu frear as viagens internacionais dos ministros do STJ e suas esposas, bem como transferir o gabinete para o nono andar, extinguindo a academia e o salão de beleza que funcionam no tribunal.

## Controvérsias
Em março de 2016, foi divulgado que o ex-senador Delcídio do Amaral em sua delação premiada acusou Falcão de envolvimento numa trama de substituição do ministro Newton Trisotto por Marcelo Navarro em desfavor da Operação Lava Jato. A imprensa noticiou que desde 27 de abril de 2016 tramita oculto no Supremo Tribunal Federal um pedido abertura de inquérito de autoria de Rodrigo Janot da Procuradoria Geral da República para investigar os fatos.
Em agosto de 2016 o jornal "Folha de S.Paulo" noticiou que Falcão não registrou em cartório a propriedade de um apartamento de alto padrão em Brasília adquirido em 2005.  Dos 36 apartamentos do imóvel (onde residem outros juízes e ministros), apenas três não foram registrados, incluindo os apartamento de Falcão e de seu filho Djaci. Entretanto, não é ilegal deixar de fazer a transferência de um imóvel comprado.